# GFP

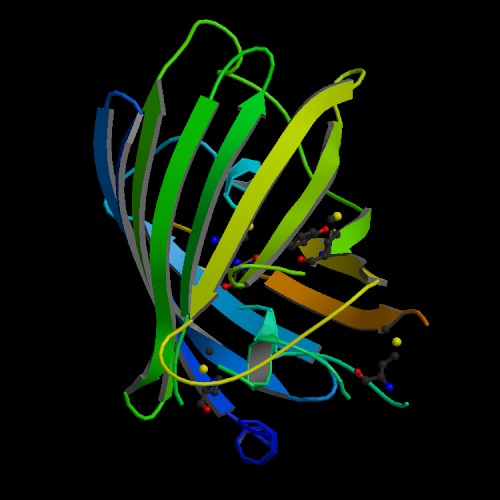
A fehérje szerkezete középen a fluoreszcenciáért felelős kromofór csoporttal.

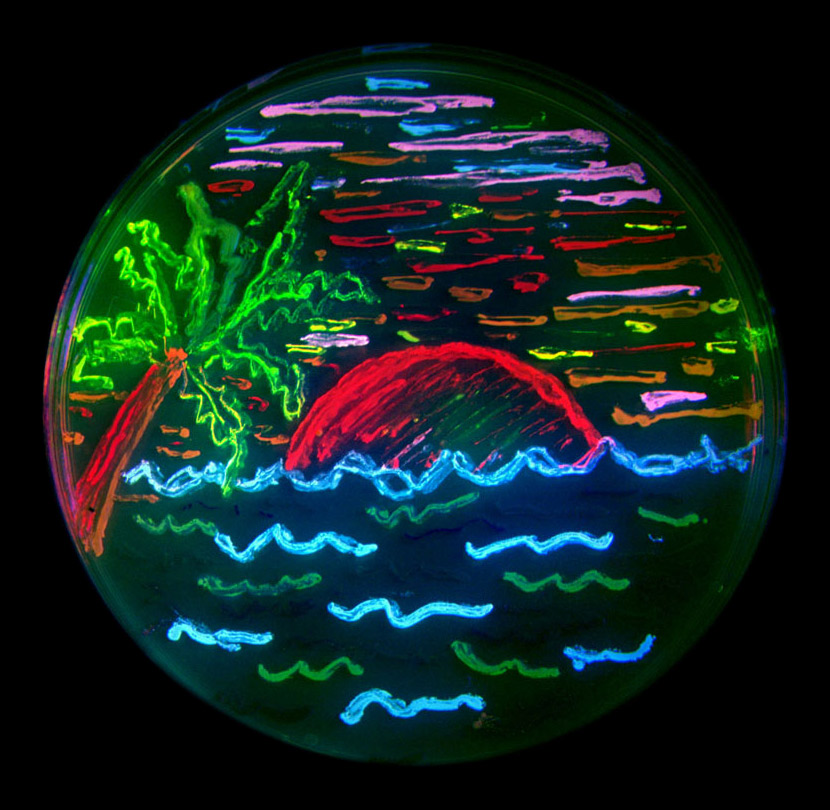
A San Diego-i tengerpart fluoreszkáló fehérjével megjelölt baktérium telepekből készített képe.

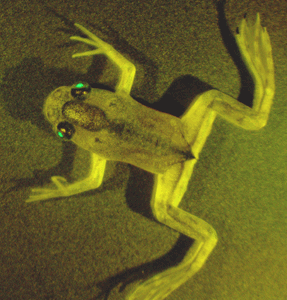
Világító szemű béka

A GFP mozaikszó jelentése Green Fluorescent Protein, vagyis zölden fluoreszkáló fehérje. A GFP olyan fehérje, ami 238 aminosavat tartalmaz, 26,9 kDa tömegű, fluorofórja három egymást követő aminosav: a Ser-65, a Tyr-66, és a Gly-67 közötti kölcsönhatása révén alakul ki. Kék (475 nm) és UV (396 nm) fénnyel egyaránt gerjeszthető, 508 nm-es zöld fényt bocsát ki.

## Felfedezése
A GFP felfedezéséért kapta 2008-ban a kémiai Nobel-díjat, Roger Y. Tsien és Martin Chalfie amerikai tudós, valamint Simomura Oszamu japán kutató. Az Aequorea victoria csendes-óceáni medúzából izolálták először ezt a fluoreszcens anyagot. Amikor a medúzára kék UV fényt irányítottak, zöld fénnyel kezdett világítani a benne lévő különleges fehérje miatt. A GFP-nek hordó alakja van, a középen található kromofórt fehérje veszi körül. Ennek a fehérjeburoknak a védelmezésében a környezeti hatások sem hatnak rá drasztikusan. Rendkívül fontos felfedezés, hiszen a fluoreszkáló fehérje láthatóvá teszi jelzőrendszerként működve a sejtek növekedését, burjánzását. A fluoreszkáló medúzából nyert proteinnel a gerinces állatok génállományát magzati korban módosítani tudják, ezáltal a születendő utódok sötétben világítanak.
A GFP-t már az 1960-as években felfedezték, molekuláris biológiai felhasználása azonban csak 1992-ben kezdődött, először E. coli baktériumban, majd C.elegans féregben próbálgatták. Ennek eredményét a Science-ben 1994-ben publikálták. A technikát 1997-ben japán kutatók írták le egérkísérletben.

## Fluoreszcencia
A fluoreszcencia olyan jelenség, amelynek során bizonyos molekulák adott energiájú fényt nyelnek el. Ennek a folyamatnak a következtében nagyobb energiájú állapotba kerülnek. Bizonyos idő alatt visszaállnak nyugalmi helyzetükbe de közben a felvett energia egy részét leadják fénykibocsátás formájában. Az energia egy része a folyamat során elveszik (disszipálódik), a kibocsátott fény kisebb energiájú, vagyis nagyobb hullámhosszú lesz, mint a gerjesztő fény. A fény elnyeléséért felelős molekulák a kromofórok, amik viszonylag könnyen átbillenthetőek egy magasabb energiájú állapotba. A GFP esetében ez egy para-hidroxibenzilidén-imidazolinon csoport, ami a fehérje három egymás melletti aminosav oldalláncából áll. Egy szerinből, egy tirozinból és egy glicinből alakul ki a fehérje érése során. Az így létrejött kromofór azután az aequorin által kibocsátott kék fény elnyelésére képessé válik és helyette zöld fényt sugároz ki.
Már más színű fluoreszcens fehérjéket is előállítottak, ilyen a kék színű EBFP, a sárga EYFP. Olyan sok fehérjét fedeztek fel azóta, hogy a San Diego-i tengerpart képét is elkészítették velük Roger Tsien laborjában 1996-ban. A képhez, BFP, mTFP1, Emerald, Citrine, mOrange, mApple, mCherry és mGrape nevű fehérjéket használtak.

## Hasznosítása
A GFP felfedezése mérföldkő a rákkutatásban, az Alzheimer-kór gyógyításában. A ráknál a tumorok szaporodásának nyomon követése akkor a legnehezebb, amikor áttétet képezve a véráram útján a test távolabbi részeire is szétszóródnak. Ekkor lép közbe a GFP a „jelzőfehérje”.